# The Raley’s Companies

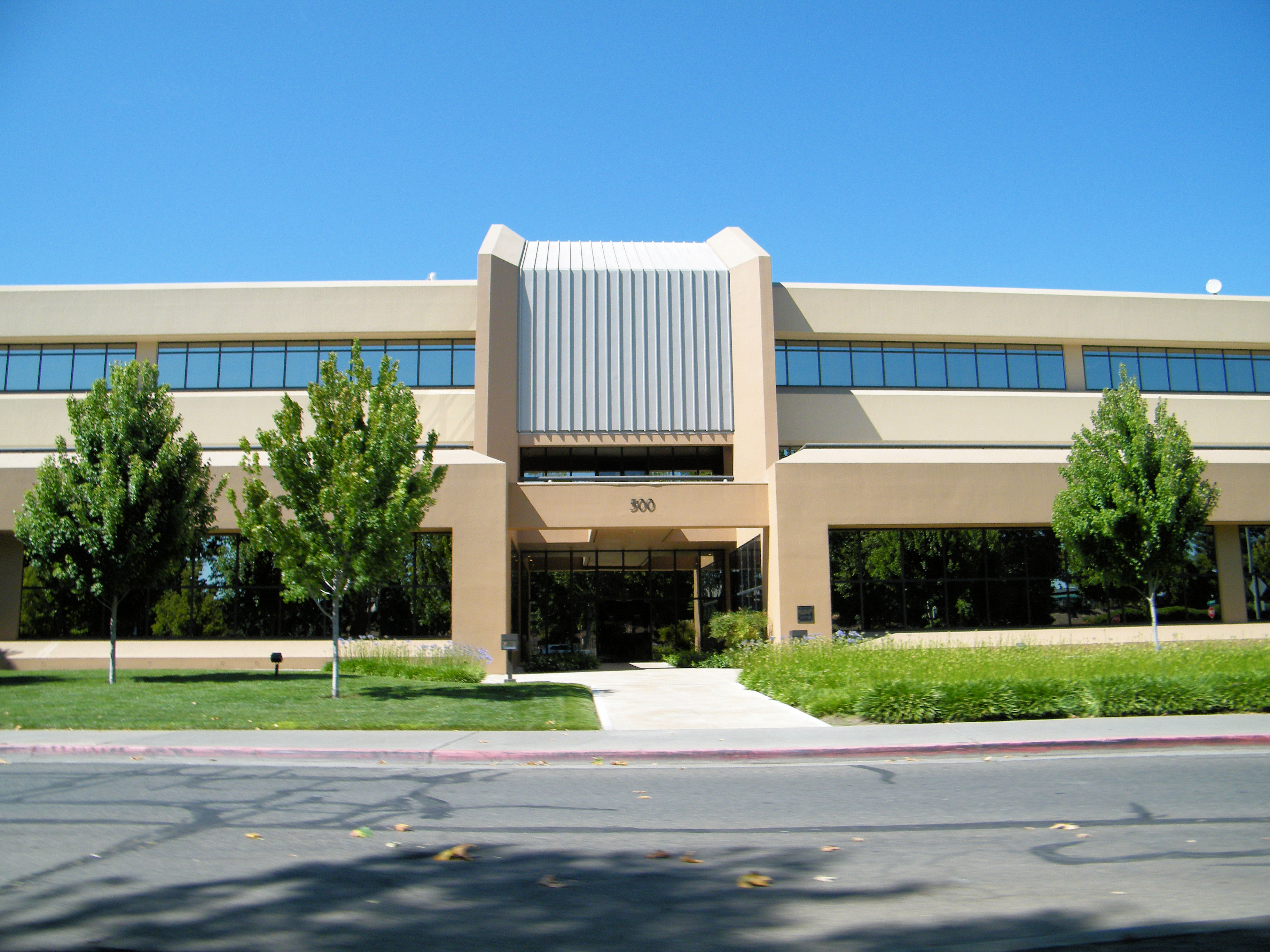
Hauptverwaltung The Raley’s Companies (West Sacramento, Kalifornien)

The Raley’s Companies ist eine amerikanische Lebensmittel- und Einzelhandelsholding in Familienbesitz mit Hauptsitz in West Sacramento, Kalifornien, die 2021 durch den Merger der Supermarktketten Raley’s Supermarkets und Bashas’ Supermarkets entstanden ist. Die Holding erwirtschaftete 2022 einen Umsatz von 5,6 Milliarden USD.
Zu den Marken von Raley’s Companies gehören Raley’s Supermarkets, Bel Air, Nob Hill Foods, Raley’s O-N-E Market, Bashas’ Supermarkets, Bashas’ Diné Market, Food City, AJ’s Fine Foods, Eddie’s Country Store und FieldTRUE Organic. Die unterschiedlichen Marken sind in Kalifornien, Nevada, Arizona, New Mexico, Oregon, Washington und Alaska sowie in den Stammesgebieten der Navajo Nation, White Mountain Apache und San Carlos Apache vertreten. Insgesamt wurden 2023 über 235 Filialen betrieben. Raley’s beschäftigte 2023 rund 20.000 Mitarbeiter und wurde 2022 von Forbes auf Platz 90 der größten nicht-börsennotierten Unternehmen der Vereinigten Staaten gelistet.

## Geschichte
Thomas P. Raley eröffnete 1935 sein erstes Lebensmittelgeschäft in Placerville, Kalifornien. Bis 1956 hatte er das Unternehmen auf neun Geschäfte mit einem Jahresumsatz von 8 Millionen US-Dollar ausgebaut. 1973 wurde die Drogeriekette The Eagle Trifty Drogeriemärkte übernommen. Weitere Übernahmen folgten sukzessive: Die Supermarktketten Bel Air Markets (1981) und Nob Hill Foods (1998). Durch die Übernahme von 27 Filialen von Albertsons und Lucky im Jahre 1999, wurde zwei Jahre später ein Umsatz von 3 Milliarden US-Dollar erwirtschaftet.
2021 wurde die Bashas' Supermarkets-Kette mit mehr 123 Filialen und 8.500 Mitarbeitern von Raley's Family of Fine Stores, der Konzernmutter von Raleys Supermarkets übernommen. Gemeinsam mit den 128 Raley's-Märkten entstand die neue Holding The Raley’s Companies.